# Железнодорожный музей Фессалии
Железнодорожный музей Фессалии (также Железнодорожный музей Волоса, греч. Σιδηροδρομικό Μουσείο Θεσσαλίας) ― музей, посвящённый истории развития железных дорог, открытый в 2006 году в городе Волос, Греция. Находится на первом этаже здания вокзала железнодорожной станции Волос.
В музее представлены экспонаты, связанные с историей железных дорог Фессалии. Среди экспонатов ― редкие фотографии, мундиры железнодорожных работников, старые телеграфные аппараты, машины конца XIX века для выдачи билетов на поезд, сделанные из дерева и бронзы, различные инструменты и приспособления, часы, расписания поездов, части подвижного состава, светофоры и старые измерительные приборы. Здесь также имеется коллекция документов, редких книг, касающихся архитектуры железных дорог Греции XIX века и прочие исторические документы. Среди экспонируемых документов ― сборник чертежей Эваристо де Кирико, по которым была построена железная дорога Пелиона.
В настоящее время в процессе реализации находится проект в сотрудничестве с университетом Фессалии, предусматривающий установку подвижного состава в юго-западной части станции, открытого для посещений. Планируется установить 9-10 метровые паровозы и вагонов конца XIX века, включая два вагона, которые ранее принадлежали королевской семье Греции.
В настоящее время посещение музея проходит по предварительной записи каждую неделю с понедельника по пятницу.